# ألفونسو الثاني ملك أراغون
ألفونسو الثاني (1–25 مارس 1157  – 25 أبريل 1196) هو ملك أراغون وكونت برشلونة فبطبع أول عاهل من أسرة برشلونة العريقة، فهو أبن ريموند برانجيه كونت برشلونة وبيترونيلا ملكة أراغون، كان متزوج من سانشا من قشتالة هي أبنة الصغرى لـ ألفونسو السابع ملك قشتالة.
وبالنسبة لمعظم فترة حكمه كان متحالفاً مع ألفونسو الثامن ملك قشتالة سواء ضد نافارا أو ملوك الطوائف المتجاورة، وأيضاً كان راعي جيد لـ الأدب والشعر.

## الأبناء
- كونستانس، تزوجت من إمريك ملك المجر وثم من فريدريك الثاني (إمبراطور روماني مقدس).
- ليونور، تزوجت من ريموند السادس، كونت تولوز.
- بيدرو الثاني ، خليفته.
- دولسي، راهبة.
- ألفونسو الثاني، كونت بروفانس.
- فرناندو.
- ريموند برانجيه.
- سانشا، تزوجت من ريموند السابع، كونت تولوز.